# What's The Rumpus?
What's the Rumpus? er det syvende album fra det keltiske band Gaelic Storm. Det blev udgivet 8. juli 2008 og nåede #177 på Billboard 200.

## Spor
Alt arrangement er af Gaelic Storm.
1. "What's the Rumpus?" (Murphy, Twigger, Wehmeyer) - 3:59
2. "Lover's Wreck (Murphy, Twigger, Wehmeyer) - 3:56
3. "Darcy's Donkey" (Murphy, Twigger, Wehmeyer) - 3:04
4. "The Mechanical Bull" (Burns/trad.) - 4:24
5. "Human to a God" (Twigger, Wehmeyer) - 3:54
6. "Slim Jim and the Seven Eleven Girl" (Twigger) - 4:05
7. "Don't Let the Truth Get in the Way (of a Good Story)" (Murphy, Twigger, Wehmeyer) - 3:30
8. "The Samurai Set" (trad.) - 3:50
9. "Beidh Aonach Amárach" (trad./Sandy Mathers) - 4:11
10. "Death Ride to Durango" (trad.) - 4:34
11. "Faithful Land" (Murphy, Twigger, Wehmeyer) - 4:20
12. "If Good Times Were Dollars" (Twigger) - 3:10
13. "Floating the Flambeau" (Burns/Purvis/trad.) - 4:07
14. "The Night I Punched Russell Crowe" (Murphy, Twigger) - 3:16

## Medvirkende
Gaelic Storm
- Patrick Murphy – harmonika, skeer, bodhrán, vokal
- Steve Twigger – guitar, bouzouki, mandolin, bodhrán, vokal
- Ryan Lacey – djembe, doumbek, surdo, cajón, vokal, diverse percussion
- Peter Purvis – sækkepibe, fløjte, vokal
- Jessie Burns – violin, vokal

Yderligere medvirkende
- "Crazy" Arthur Brown (vokal på "What's the Rumpus?")
- Jeff May (bas)
- Lloyd Maines (mandolin, banjo)
- David Boyle (keyboard, harmonika)